# Gerardo
Gerardo es un nombre de pila masculino en español. Nombre de origen germánico llevado a la península ibérica por los godos, donde se castellanizó como Gerardo. A Italia llegó en la forma de Gherardo desde el siglo XV.

## Etimología
Tiene dos componentes de origen germánico: Ger, que quiere decir lanza, y Hard, que significa fuerte o valiente; entonces Gerardo quiere decir "lancero valiente" o " fuerte guerrero".

## Santoral
- Nombre de varios santos de la Iglesia Católica:

- 6 de febrero – Gerardo de Ostia.
- 13 de marzo – Gerardo de Mayo.
- 5 de abril – Gerardo de Sauve-Majeure.
- 23 de abril - Gerardo de Toul.
- 29 de mayo – Gerardo de Macon.
- 24 de septiembre – Gerardo Sagredo, obispo y mártir húngaro de origen italiano del siglo XI.
- 3 de octubre – San Gerardo, abad.
- 7 de mayo – Gerardo Guillen.
- 16 de octubre – Gerardo de Clairvaux.
- 16 de octubre – San Gerardo María Mayela, religioso laico redentorista.
- 5 de diciembre – Gerardo de Braga.
- 3 de febrero - Gerardo de Bertomeu.
- 30 de octubre - Gerardo de Bocalán.

### Desambiguaciones de nombre y apellido
- Gerardo Zamora

## Variantes en otros idiomas
- Femenino: Geraldina, Gerda.

| Variantes en otras lenguas | Variantes en otras lenguas                              |
| -------------------------- | ------------------------------------------------------- |
| Español                    | Gerardo, Geraldo                                        |
| Alemán                     | Gerhard, Gerhardt, Gerhart                              |
| Aragonés                   | Cherardo                                                |
| Asturiano                  | Xerardu                                                 |
| Catalán                    | Gerard, Guerau, Grau, Gerald                            |
| Checo                      | Gerard                                                  |
| Corso                      | Gherardu                                                |
| Danés                      | Gerhard                                                 |
| Esperanto                  | Gerardo                                                 |
| Euskera                    | Kerarta                                                 |
| Finlandés                  | Gerhard                                                 |
| Francés                    | Gérard                                                  |
| Gallego                    | Xerardo                                                 |
| Neerlandés                 | Gerard, Geraert, Geeraard, Gerardus, Geert, Geerd, Gert |
| Húngaro                    | Gellért                                                 |
| Inglés                     | Gerard, Jerrard, Gerrard, Gerald, Jerry                 |
| Islandés                   | Geirharður                                              |
| Italiano                   | Gerardo, Gherardo                                       |
| Latín                      | Gerardus                                                |
| Letón                      | Gerards                                                 |
| Lituano                    | Gerardas                                                |
| Noruego                    | Gerhard                                                 |
| Polaco                     | Gerard                                                  |
| Portugués                  | Gerardo                                                 |
| Rumano                     | Gerard                                                  |
| Ruso                       | Герард (Gerard)                                         |
| Sardo                      | Gerardu                                                 |
| Sueco                      | Gerhard                                                 |

## Patronímicos relacionados con el nombre
- Garett, Garret, Garrett, Jarrett, Jarritt.

- Datos: Q5550225
- Multimedia: Gerardo (given name) / Q5550225